# Cactoblastis cactorum
Cactoblastis cactorum — нічний метелик родини Pyralidae, широко відомий як кактусова міль. Родом з Південної Америки (Аргентина, Парагвай, Уругвай та південна Бразилія) . Він є одним з п'яти видів роду Cactoblastis. Гусінь Cactoblastis cactorum мешкає на кактусах опунції. Споживаючи м'якоть цих рослин, міль ефективно обмежує їх чисельність.

## Пам'ятник

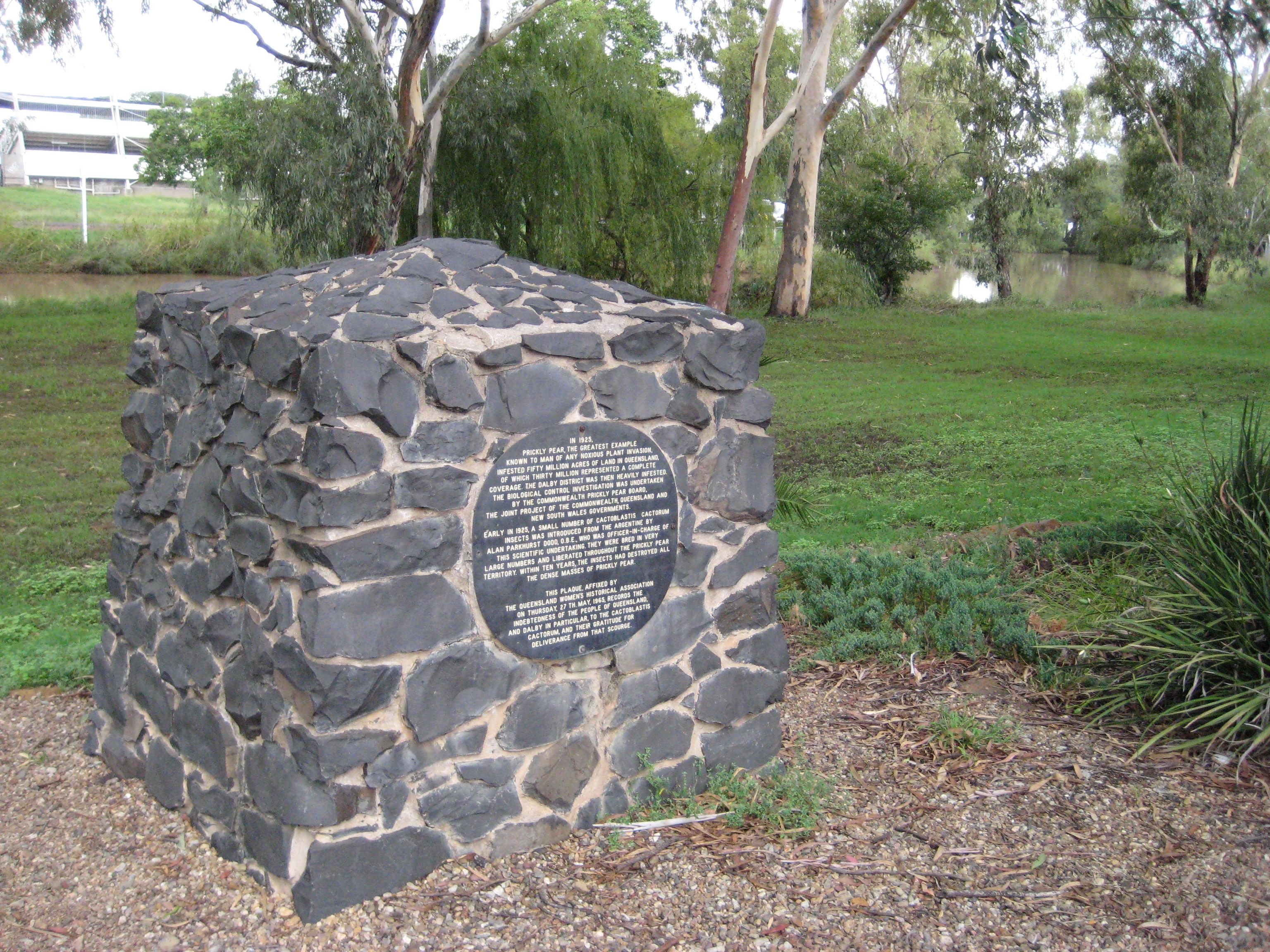
Пам'ятник Cactoblastis cactorum у Квінсленді, Австралія.

У місті Далбі в Квінсленді, Австралія, встановлено пам'ятник кактусовій молі.